# Seongnam FC

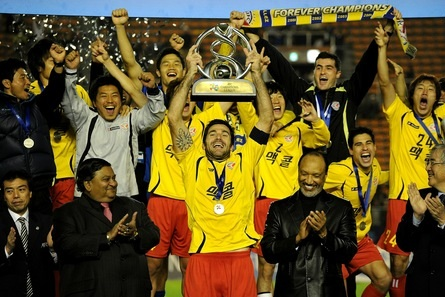
Winnaar van de AFC Champions League 2010

Seongnam FC is een Zuid-Koreaanse voetbalclub uit Seongnam. De club werd opgericht in 1989 door de Verenigingskerk. De thuiswedstrijden worden in het Tancheon Sports Complex gespeeld, dat plaats biedt aan 16.000 toeschouwers. De clubkleuren waren geel-blauw tot 2014, daarna zwart vanwege de nieuwe clubeigenaar gemeente Seongnam. De club heeft zeven landstitels en vier Aziatische titels. In 2016 degradeerde de club naar de K-League Challenge. In 2018 promoveerde het terug naar de hoogste afdeling.

## Naamswijzigingen
| Jaar | Naam                  | Bijzonderheid                                                 |
| ---- | --------------------- | ------------------------------------------------------------- |
| 1989 | Ilhwa Chunma          | Oprichting, Seoul                                             |
| 1996 | Cheonan Ilhwa Chunma  | Verhuizing naar Cheonan                                       |
| 2000 | Seongnam Ilhwa Chunma | Verhuizing naar Seongnam                                      |
| 2014 | Seongnam FC           | Eigenaar gewijzigd van Verenigingskerk naar gemeente Seongnam |

## Erelijst
Nationaal
- K-League
  - Winnaar (7): 1993, 1994, 1995, 2001, 2002, 2003, 2006
- Beker van Zuid-Korea
  - Winnaar (3): 1999, 2011, 2014
- Koreaanse League Cup
  - Winnaar (3): 1992, 2002, 2004

Internationaal
- Aziatisch kampioenschap voor landskampioenen / AFC Champions League
  - Winnaar (2): 1995, 2010
- AFC Super Cup
  - Winnaar (1): 1996
- A3 Champions Cup
  - Winnaar (1): 2004
- Afro-Azië Cup
  - Winnaar (1): 1996
- Wereldkampioenschap voetbal voor clubs
  - 4de: 2010